# James Hong
James Hong (Minneapolis, 22 februari 1929) is een Amerikaans acteur. Hong speelde in meer dan 600 televisieseries en films.

## Biografie
Hong werd geboren in Minneapolis. Zijn vader, Frank Hong, emigreerde van Hongkong, via Canada, naar Chicago. Zijn grooutouders komen echter uit Taishan. Vlak na zijn geboorte verhuisde Hong naar Hongkong, om op zijn tiende terug te keren naar de Verenigde Staten. Na zijn studie aan de Universiteit van Zuid-Californië nam Hong acteerlessen bij Jeff Corey. In 1955 kreeg Hong zijn eerste rol in de film Soldier of Fortune, met in de hoofdrol Clark Gable.

## Filmografie
- Vanwege de zeer lange lijst van rollen die Hong vertolkt heeft zijn alle televisieseries met minder dan 3 afleveringen eruit gelaten, net als alle televisiefilms en computerspellen.

## Walk of Fame
Collega-acteur Daniel Dae Kim verbaasde zich over het feit dat Hong, ondanks zijn bijzondere grote oeuvre, nog geen ster had op de Hollywood Walk of Fame. In 2020 startte Kim een campagne om dit alsnog voor elkaar te krijgen. Naast het verwerven van aandacht en het nomineren van Hong, werd er ook geld opgehaald om de ster te bekostigen. In juni 2021 besloot het Hollywood Chamber of Commerce Walk of Fame Selection Committee, dat over de genomineerden gaat, dat Hong in mei 2022 zijn ster zou ontvangen. Met 92 jaar was Hong de oudst levende acteur ooit die een ster ontving. Kim was een van de gastsprekers tijdens de ceremonie op 10 mei.